# Wedenbek
El Wedenbek és un petit afluent de l'Alte Alster, la part inferior del canal Alster-Beste a Alemanya. Neix a l'estany Dörpsdiek al centre del poble de Bargfeld i desemboca a l'Alte Alster a prop de les ruïnes del castell de Stegen.
La primera part del riu va ser entubat entre el Dörpsdiek i l'estació de depuració, però el 2008 l'ajuntament va proposar tornar-lo a l'aire.
Fotos des de la font en avall

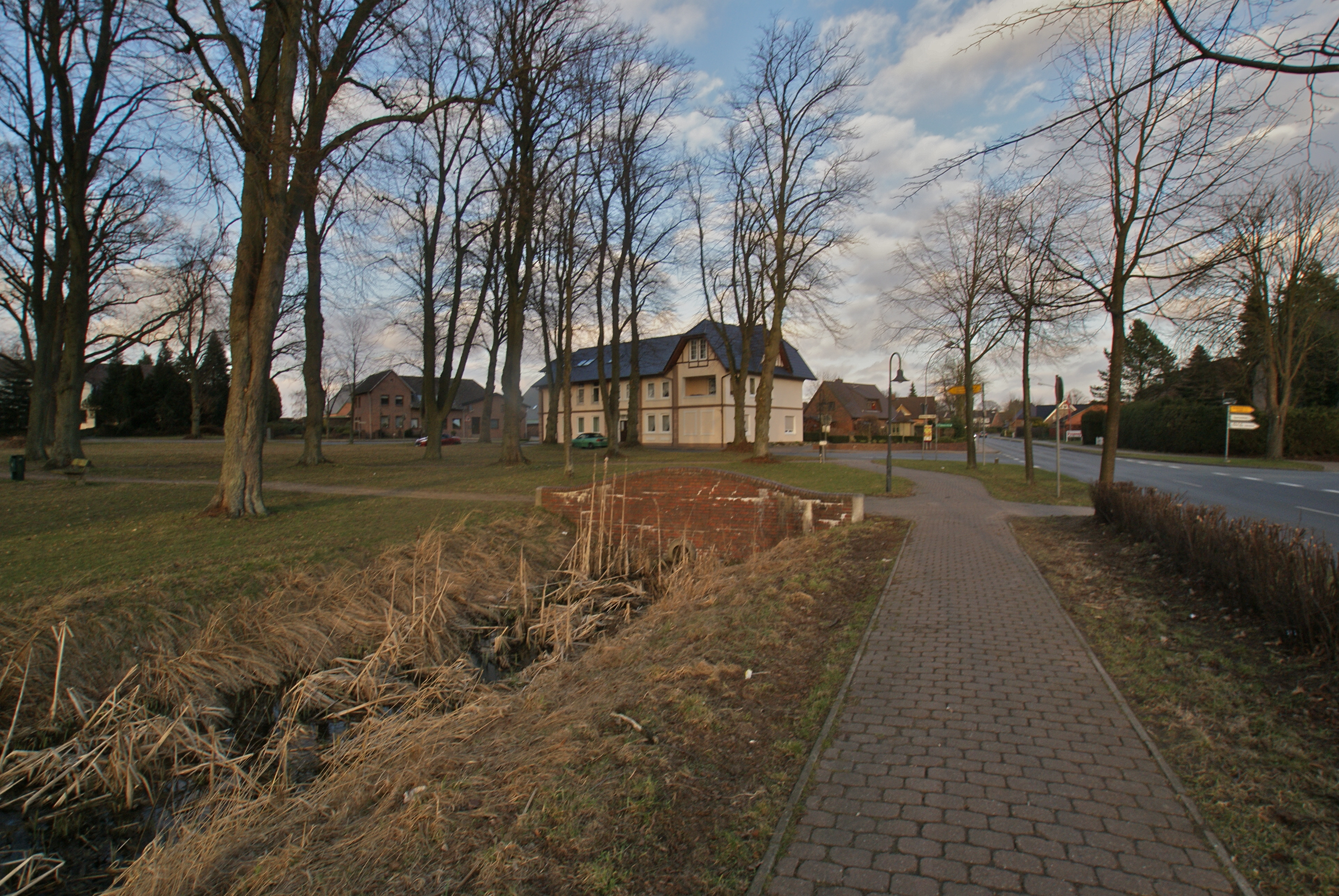
La font
L'estany Dörpsdiek on neix el Wedenbek
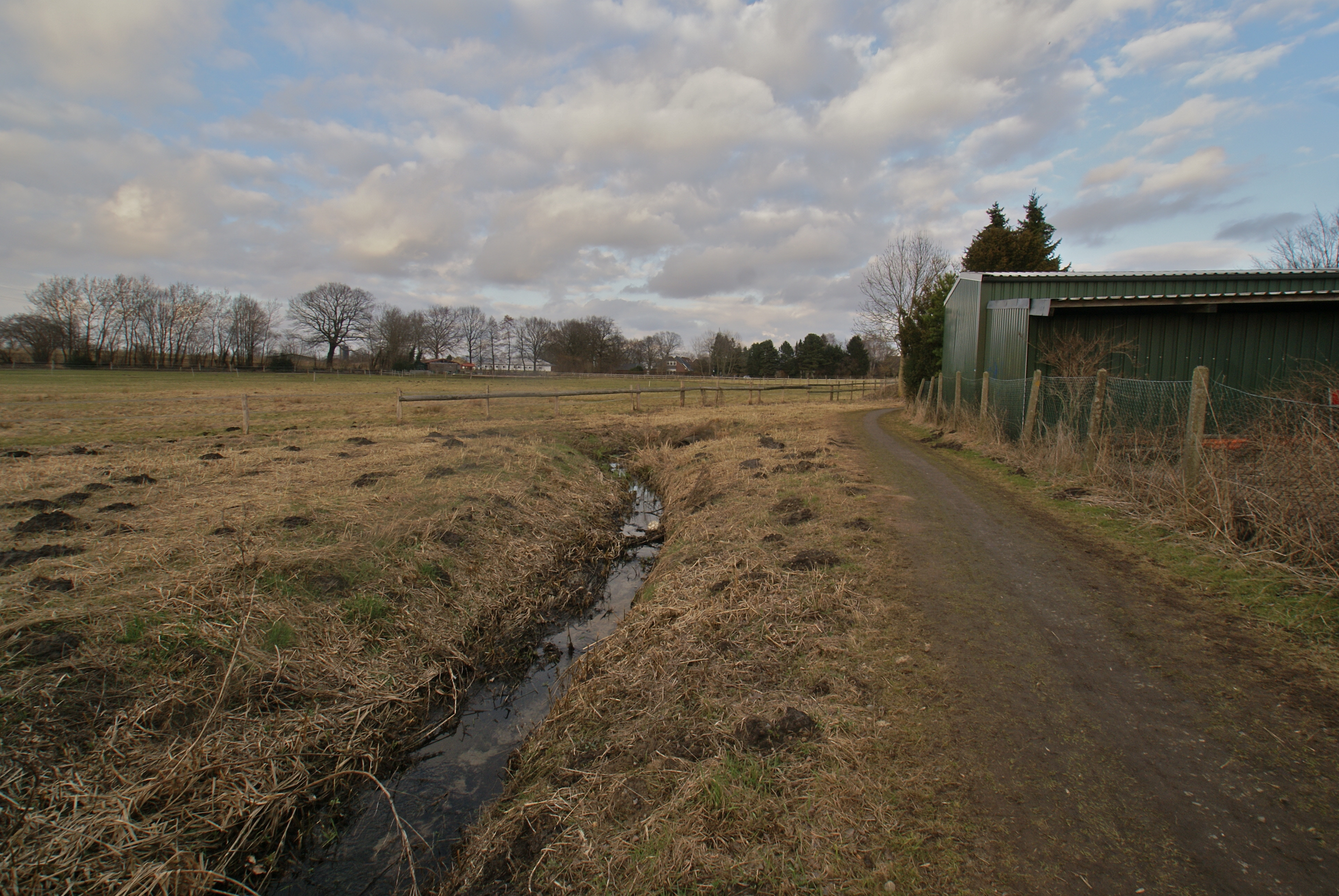
El riu a prop de l'estació de depuració
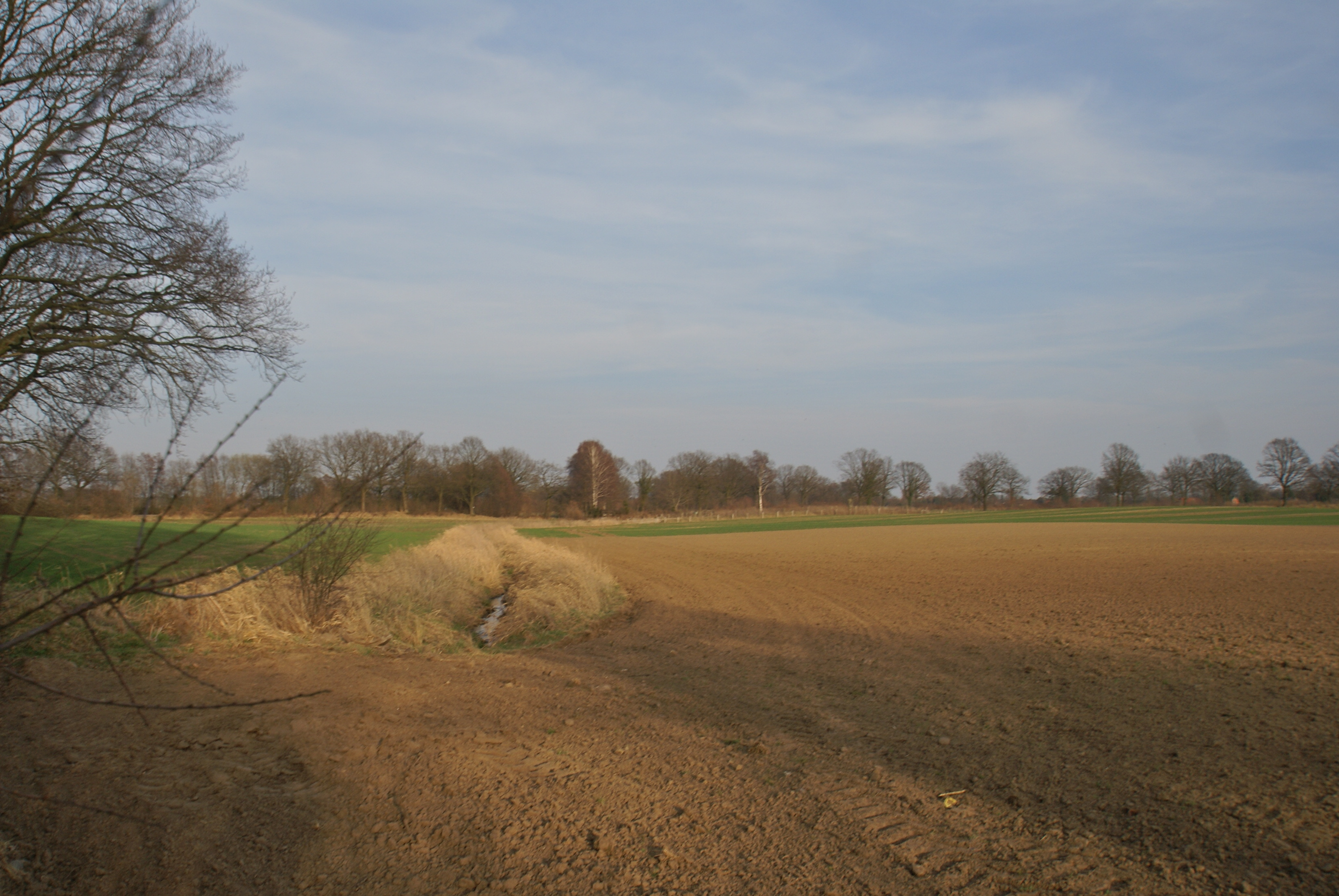
A prop del Castell de Stegen